# Lamas de Orelhão
Lamas de Orelhão is een plaats (freguesia) in de Portugese gemeente Mirandela en telt 462 inwoners (2001).